# 鈴木博之 (俳優)
鈴木 博之（すずき ひろゆき、1968年11月28日 - ）は、日本の俳優。本名は同じ。東京都世田谷区出身。國學院大學久我山高等学校、中央大学経済学部卒業。2012年末、エ・ネストを退所し現在はフリー。血液型はO型。身長171 cm、体重56 kg。

## 来歴
大学在学中はスキー、サーフィン、ゴルフをはじめアウトドアスポーツに熱中。大学卒業後、日本交通公社（現・JTB）に3年間勤務した後にユナイテッド パフォーマーズ スタジオにて演技を学ぶ。その後、商業演劇の舞台を中心にTVドラマ、映画、CMに出演。舞台初出演作は2000年明治座2月公演「妻たちの鹿鳴館」(演出 石井ふく子、主演 若尾文子)。主な舞台出演作は「二人の街の灯」(演出 小林俊一、主演 朝丘雪路/愛川欽也) 「とうりゃんせ～深川人情澪通り～」(演出 水谷幹夫、主演 神田正輝) 「母に捧げるラストバラード」(演出 金子良次、主演 武田鉄矢」 「黒部の太陽」(演出 佐々部清、主演 神田正輝/中村獅童)。また、大河ドラマ「天地人」。　時代劇 水戸黄門　相棒season9。山村美紗サスペンス「赤い霊柩車27」。　映画「青木ヶ原」(原作 石原慎太郎、監督 新城卓)などの映像作品に出演。2014年よりインディペンデント映画を中心に活動し、2018年に和歌山県で開催されたKisssh-Kissssssh映画祭で最優秀主演男優賞を受賞、主演映画が長編部門・最優秀作品賞を受賞。　翌2019年には神奈川県小田原市で開催されたSeisho Cinema Fes 2ndでベストアクター賞を受賞、第5回新人監督映画祭で同作品が長編部門・グランプリを受賞する。また主演を務めた短編映画が米国アカデミー賞公認・バミューダ国際映画祭で社会的影響力のある映画として選出され、キプロス国際映画祭ではCYIFF GOT TALENT IN DIRECTION AWARDを受賞する。2020年にはインディペンデント映画紹介番組「あしたのSHOW」で自身初のMCを務める。

## 出演

### テレビドラマ
NHK総合テレビ
- 蝉しぐれ 第2回（2003年） - 池田 役[2]。
- 金曜ドラマ コンカツ・リカツ 第4話（2009年）
- 大河ドラマ 天地人 第33回（2009年）

TBSテレビ
- 水戸黄門 第39部 最終話（2009年） - 富田兵馬 役
- 赤かぶ検事 京都篇 第7話（2010年） - 弁護士 役
- 月曜ゴールデン（2010年）
  - 釣り刑事（デカ）～竿に掛かった大悪党！！～[3]。
  - 警部・柘植京介 ～超高層ホテルの死角～[4]。

フジテレビ
- 山村美紗サスペンス 赤い霊柩車27 ～女神の殺意～（2011年） - 染井圭介 役

テレビ朝日
- 救急戦隊ゴーゴーファイブ 第37話（1999年） - ウェイター 役
- 土曜ワイド劇場 西村京太郎トラベルミステリー ～みちのく殺意の旅～（2007年） - 金子 役
- 相棒 season9 第9話「予兆」（2010年） - 日高千広 役

テレビ東京
- ブースカ!ブースカ!! 第14話（1999年） - 門之介菊彦 役
- 女と愛とミステリー「開運！なんでも鑑定団」殺人事件（2001年）

BS12
・短編ドラマ「江ノ電ものがたり」（2024年）龍夫 役

### 映画
- 青木ヶ原（2012年、原作：石原慎太郎、監督：新城卓） - 博之 役　※2012年SKIPシティ国際Ｄシネマ映画祭オープニング作品、東京国際映画祭特別招待作品
- ぼくらのさいご（2015年/未公開、監督：石橋夕帆） - 谷本卓 役　※2015年SKIPシティ国際Ｄシネマ映画祭 入選、田辺・弁慶映画祭 受賞
- 頭上の色論（2017年/未公開、監督：吉田岳男） - 佐藤靖男 役　※2017年小田原映画祭 審査員特別賞 受賞、2018年福岡インディペンデント映画祭 優秀作品
- YUME（米国、2017年/未公開、監督：Grace Swee） - シュンジ 役　※2017年ロングビーチ国際映画祭 入選、シンガポール国際映画祭 招待作品
- 父と釣りに（2018年、監督：平井茂） - 主演・田中聡（父） 役　※2019年キプロス国際映画祭 受賞、バミューダ国際映画祭 入選、バッファロー国際映画祭 入選
- あくまのきゅうさい（2018年/未公開、監督：三重野広帆） - 主演・井上匡雄(刑事) 役　※2019年新人監督映画祭 受賞、2018年Kisssh-Kissssssh映画祭 受賞、日本芸術センター・映像グランプリ 受賞
- タコノアシ 絶滅危惧種の恋（2018年/未公開、監督：河村永徳） - 木下住男 役　※2019年相生なぎさ短編映画祭 受賞、2018年八王子Short Film映画祭 受賞
- ムービーハウス（2020年/未公開、監督：河村永徳） - 主演・丹下鉄平 役
- CATCH YOUR DREAMS（2021年/未公開、監督：河村永徳） - 平野哲夫 役
- 掟の門　続・掟の門（2021年、監督：伊藤徳裕） - 大上憲二 役
- N～紫の天使～　（2023年、監督：片桐竜次）二階堂豊 役
- クライ・バニー（2024年、監督：河村永徳）大河原 役　2024年ラスベガス・インディーフィルムフェスティバル　BEST FILM ON WOMEN'S ISSUE Award 受賞、2025年ロムフォードフィルムフェスティバル (英国) 入選 他

### 舞台
- 妻たちの鹿鳴館（2000年、明治座） - 宮原 役
- 北大路欣也特別公演 赤ひげ（2000年、御園座）
- 腕におぼえあり（2000年、明治座）
- 藤あや子特別公演 小紫花のいのち（2001年、御園座） - 捨吉 役
- 藤十郎をめぐる女たち（2001年、中日劇場）
- 朝丘雪路特別公演 出囃子女房（2001年、御園座）
- 中村玉緒特別公演 浪花弁天ものがたり（2002年、中日劇場） - 梅田 役
- 朝丘雪路特別公演 まってまっせ！人生ふたりづれ（2002年、新宿・梅田コマ劇場）
- 藤あや子特別公演 滝の白糸（2002年、御園座）
- 北条時宗（2002年、明治座）
- 二人の街の灯（2003年、三越劇場） - 巡査 役
- 山本譲二特別公演 悪名（2003年、新宿・梅田コマ劇場）
- 舟木一夫特別出演 月形半平太（2003年、新橋演舞場）
- 朝丘雪路・桂三枝特別出演 浪花 花のれん（2003年、御園座）
- とうりゃんせ ～深川人情澪通り～（2004年、明治座・御園座） - 留吉 役
- 孤愁の岸（2004年、御園座） - 園田新兵衛 役
- 氷川きよし特別公演 初恋道中（2005年、新宿コマ・中日劇場）
- 中村美律子特別公演 おゆき（2006年、御園座・明治座）
- 桂三枝 喜劇・四ツ橋心中/明日元気になあれ！（2006年、御園座） - 虎吉 役
- 五木ひろし特別出演 石松初恋旅（2007年、御園座） - 鹿島の久松 役
- 小林旭 無法松の一生（2007年、新歌舞伎劇場）
- 江戸情話 ～さくら吹雪～（2007年、明治座） - 珍念 役
- 中村美律子特別出演 下田慕情 ～唐人お吉物語～（2007年、御園座） - 斎藤源之丞 役
- 母に捧げるバラード（2008年、御園座） - 黒瀬 役
- 黒部の太陽（2008年、梅田芸術劇場） - 太田垣社長付 役
- 川中美幸特別公演 お登勢（2009年、御園座） - 伝吉 役
- 女は遊べ物語 (2010年、明治座） - 嘉兵衛 役
- ジンギスカン ～我が剣 熱砂を染めよ～（2011年、渋谷文化センター大和田）
- コロッケ錦秋喜劇公演 わたくしです物語（2012年、博多座） - 小兵衛 役
- 氷川きよし特別公演 銭形平次（2013年、明治座）
- 坂本冬美特別公演 女の花道（2014年、新歌舞伎座）

### CM
- 昭和産業 昭和てんぷら粉

### ラジオ
- NHKラジオ深夜便小劇場 裾野 - タクシー運転手 役
- えーろうの医師の上にも3年　ゲスト出演

### ネット配信
- あしたのSHOW（2020年3月3日配信） - ゲスト出演
- あしたのSHOW（2020年7月7日配信） - MC出演